# Optitarynus
Optitarynus is een geslacht van kevers uit de familie  
kniptorren (Elateridae).
Het geslacht is voor het eerst wetenschappelijk beschreven in 1971 door Stibick.

## Soorten
Het geslacht omvat de volgende soort:
- Optitarynus fulvus (Candèze, 1878)